# غيم أند واتش: سوبر ماريو برذرز
غيم أند واتش: سوبر ماريو برذرز (بالإنجليزية: Game & Watch: Super Mario Bros.‎؛ باليابانية: ゲーム＆ウオッチ スーパーマリオブラザーズ) هي نسخة من غيم أند واتش محدودة الإصدار طورتها ونشرتها نينتندو، وصدرت في 13 نوفمبر 2020. المشغل عبارة عن مجموعة من ثلاث ألعاب نينتندو السابقة، سوبر ماريو برذرز، وسوبر ماريو برذرز: ذا لوست ليفلز (المعروفة باسم سوبر ماريو برذرز 2 في اليابان)، وبول. صدرت اللعبة للاحتفال بالذكرى السنوية الخامسة والثلاثين لسلسلة سوبر ماريو، وكذلك الذكرى الأربعين لخط غيم أند واتش من المشغلات.

## أسلوب اللعب

مخطط لأزرار النظام

غيم أند واتش: سوبر ماريو برذرز هي في الأساس لعبة منصات للتمرير الجانبي يحتاج فيها اللاعب إلى الوصول إلى أقصى يمين المستويات. تتضمن اللعبة أيضًا لعبة الكرة، وهي لعبة ألغاز أكشن؛ ومع ذلك، تُحدث اللعبة لجعل الشخصية التي تظهر في اللعبة هي ماريو (مع إمكانية لعب لويجي أيضًا من خلال إيستر إيغ) - وهذا يجعلها أشبه بلعبة غيم أند واتش الأخيرة التي صدرت «ماريو ذا جاغلر»، من بول الأصلية، التي تتميز بشخصية «مستر غيم أند واتش». على الرغم من ظهور شخصية «مستر غيم أند واتش» على شاشة تحديد اللعبة، إلا أنه لا يظهر في أسلوب اللعب الفعلي. تتضمن اللعبة أيضًا وظيفة الساعة، والتي تحتوي على 35 «لمسات صغيرة» (رسوم متحركة) وإيستر إيغ.
أُضيفت العديد من إيستر إيغ أيضًا خلال جميع الألعاب الثلاث، مثل القدرة على منح حياة ماريو لانهائية في سوبر ماريو برذرز وذا لوست ليفيلز بالضغط على المفتاج A عند بدء اللعبة والقدرة على الوصول إلى أغنية رسم ماريو والاستماع إليها (والذي تضمن خطأ لغوي) بالضغط باستمرار على المفتاح A في وضع الساعة.

## التطوير
أُعلن عن غيم أند واتش: سوبر ماريو برذرز في نينتندو دايركت الذي أقيم للاحتفال بالذكرى السنوية الخامسة والثلاثين لسلسلة سوبر ماريو، حيث كُشف عن محتواه وتاريخ إصداره وسعر إطلاقه البالغ 50 دولارًا لأول مرة. بسبب عدم وجود تصريح من لجنة الاتصالات الفيدرالية (FCC)، تأخرت الطلبات المسبقة للعبة في الولايات المتحدة. نُشر مقطع دعائي أكثر تعمقًا للعبة في وقت لاحق في 10 سبتمبر. كما أُطلق موقعي ربط يابانيين بعد الإعلان عن اللعبة، أحدهما لسوبر ماريو برذرز والآخر لسوبر ماريو برذرز: ذا لوست ليفيلز. أوقف إصدار المشغل في 31 مارس 2021، بعد انتهاء فترة الاحتفال.

## المواصفات

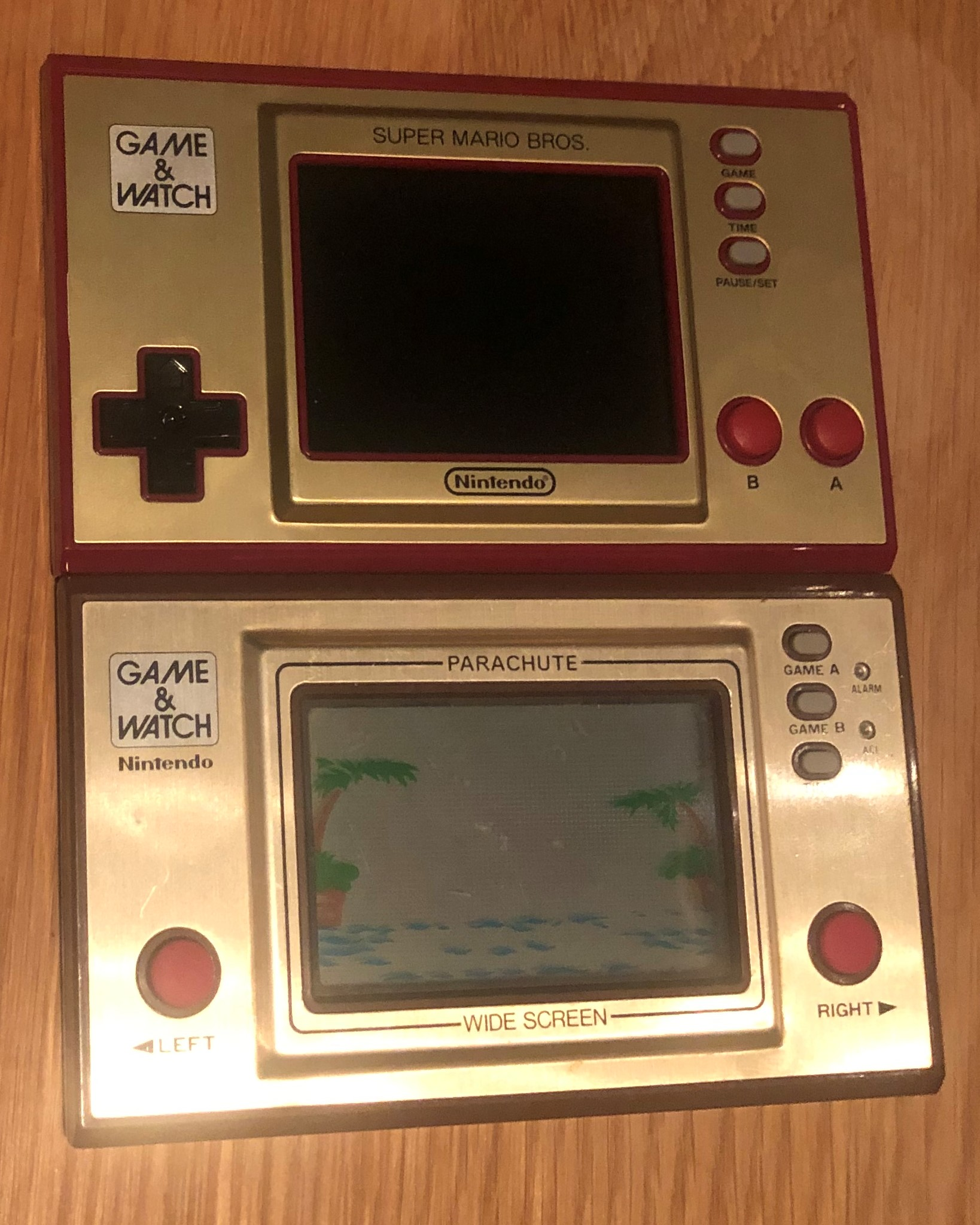
غيم أند واتش: سوبر ماريو برذرز (في الأعلى)، غيم أند واتش الأصلي (في الأسفل)

تُشغل اللعبة بواسطة متحكم STM32H7B0VBT6، والذي يتكون من نواة ARM Cortex-M7 و 128 كيلو بايت فلاش و 1380 كيلو بايت من ذاكرة الوصول العشوائي، و1 ميجا بايت من سيرال فلاش. وفقًا لآي جي إن، تبلغ شاشة اللعبة حوالي 35 ملم.
صُممت أجهزة اللعبة على غرار سلسلة غيم أند واتش الشاشة العريضة (ومع ذلك، على عكس مشغلات الشاشة العريضة الأصلية، تُحرك مفاتيح اللعبة A و B إلى الجانب الأيمن لتكون مثل جهاز تحكم نينتندو إنترتينمنت سيستم وتتضمن لويحة الاتجاهات وشاشة إل سي دي بالألوان الكاملة) وبها بطارية ليثيوم أيون مدمجة، مماثلة لتلك الموجودة في نينتندو سويتش جوي-كون، والتي يقدر أنها تدوم 8 ساعات. تزن اللعبة 0.15 رطل وتُشحن مع كابل شحن النمط سي من الناقل التسلسلي العام. على عكس مشغلات غيم أند واتش السابقة، لا تحتوي اللعبة على مسند. تحتوي اللعبة أيضًا على مفتاح تشغيل.

## التقييم
كتب سيث ميسي لآي جي إن، أعطى غيم أند واتش: سوبر ماريو برذرز 9/10، ووصفه بأنه اختيار المحرر. وذكر ميسي أنه فوجئ بجودة الأجهزة، وقال إنه نظرًا للجودة، تعد «طريقة جذابة للعب ألعاب عمرها عقود». قال ميسي، وهو يستعرض إحساس أجهزة اللعبة، أن السطح المعدني المصنوع من اللعبة لا يجذب بصمات الأصابع، وهو أمر قال إن المشغلات المحمولة الأخرى بها مشكلة. ذكر ميسي أيضًا أن المطاط الملموس في مفاتيح اللعبة مصنوع من إحساس «قوي حقًا». كما أشاد ميسي بإدخال مفاتيح اللعبة لكونها «عالية الجودة»، مشيرًا إلى «عدم وجود مدخلات غير مقصودة».
| استقبال                                              |      |
| ---------------------------------------------------- | ---- |
| نتائج المراجعة نشرة نقاط آي جي إن 9/10 شاك نيوز 8/10 |      |
| نتائج المراجعة                                       |      |
| نشرة                                                 | نقاط |
| آي جي إن                                             | 9/10 |
| شاك نيوز                                             | 8/10 |

أعطى بليك مورس من شاك نيوز اللعبة 8/10، مشيدًا باللعبة لأنها تبدو «رائعة»، والأسرار الخفية التي تحتويها، وميزة الساعة، ولكن انتقد الصوت وكيف يمكن للأسفل على لويحة الاتجاهات «العمل بشكل أفضل».
قال آدم روزنبرغ في كتابه لماشابل إن «لويحة الاتجاهات ذات الإحساس الإسفنجي ومفاتيح A / B» لم يكن أفضل أسلوب للعب سوبر ماريو برذرز وذا لوست ليفيلز، لكنه قال إن «عنصر الهدية الصديق للميزانية» «إسعاد أي معجب محب لنينتندو». كما أشاد روزنبرغ بساعة اللعبة.
أشاد داميان ماكفييران من نينتندو لايف بشاشة إل سي دي ذات الإضاءة الخلفية للعبة، وميزة الساعة، وقال إن اللعبة تحاكي سوبر ماريو برذرز وذا لوست ليفلز «بشكل جيد للغاية»، لكنه انتقد عدم وجود مسند، وتساءل أيضًا عن سبب وجود ثلاث ألعاب فقط من نينتندو إنترتينمنت سيستم متضمنة. صرح ماكفيران أن لاعبي ألعاب الفيديو الأكبر سنًا «يحبون عامل الحنين إلى الماضي»، وسيكون ذلك «موضع اهتمام» لللاعبين الأصغر سنًا.
كريس بلانت، في مراجعة لذا فيرج، وصف الأجهزة بأنها «مبنية بشكل جيد»، وقال إن لويحة الاتجاهات «ثابتة وسريعة الاستجابة» وأن مفاتيح A و B «ناعمة ولكن ليست طرية». لاحظ بلانت أنه بعد إزالة المستوى الأول من سوبر ماريو برذرز، شعرت يديه ب«الألم»، وأنه بعد عدة مستويات، أصبحت إبهامه «ضيقة». قال بلانت إن الانزعاج الذي عاناه من اللعبة كان بسبب تصميم أجهزة تحكم غيم أند واتش للعب المزيد من الألعاب البسيطة، مثل بول المضمنة.
عند مراجعة لعبة سي نت، ذكر سكوت شتاين أن اللعبة «مزيج مُرضي بشكل غير متوقع» وقال أيضًا «إنه شعور جيد حقًا للعب»، مشيرًا إلى أن مفاتيح لويحة الاتجاهات و A و B «في وضع جيد جدا». انتقد شتاين أيضًا أن المستهلكين حصلوا على 3 ألعاب فقط مقابل سعر إطلاق غيم أند واتش البالغ 50 دولارًا، وقال إنه كان يجب تضمين المزيد من ألعاب غيم أند واتش.

### المبيعات
بعد يوم واحد من إعلان اللعبة، كانت اللعبة غير متوفرة في متجر ماي نينتندو الياباني وبعد فترة وجيزة، كانت اللعبة أيضًا غير متوفرة في متجر ماي نينتندو البريطاني. بعد وقت قصير من إعلان اللعبة، بيعت الطلبات المسبقة للعبة في معظم تجار التجزئة الأستراليين. قال دارين كالفرت من نينتندو لايف أنه للحصول على نسخة من اللعبة، يحتاج المستهلكون إلى «التغلب على المضاربين». في يوم إصدار اللعبة، بِيعت غيم أند واتش: سوبر ماريو برذرز في أمازون وغيم ستوب ومتجر نينتندو ووول مارت وديب ديسكاونت؛ ومع ذلك، أُعيد تخزينها بسرعة.